# Шикачик андаманський
Шика́чик андаманський (Coracina dobsoni) — вид горобцеподібних птахів родини личинкоїдових (Campephagidae). Ендемік Індії. Раніше вважався підвидом смугастого шикачика.

## Опис
Довжина птаха становить 26 см. Забарвлення переважно темно-сіре. У самців горло і груди сірі, живіт світлий, сильно поцяткований темними смужками. У самиць вся нижня частина тіла смугаста. На обличчі темна маска. Очі червоні. У молодих птахів горло і груди рудувато-коричневі.

## Поширення і екологія
Андаманські шикачики є ендеміками Андаманських островів. Вони живуть у вологих рівнинних і заболочених тропічних лісах, в мангрових лісах і на плантаціях.

## Збереження
МСОП класифікує стан збереження цього виду як близький до загрозливого. За оцінками дослідників, популяція андаманських шикачиків становить від 2500 до 10000 птахів. Їм загрожує знищення природного середовища.